# Ànec de Carolina
L'ànec de Carolina (Aix sponsa) o ànec de fusta és una espècie d'ocell de la família dels anàtids (Anatidae) que viu en Amèrica del Nord. Aquest ànec de brillants colors és criat a molts indrets com a ocell decoratiu.

## Descripció
L'ànec de fusta és un ànec de mida mitjana. Un adult típic té entre 47-54 cm de longitud amb una envergadura de les ales d'entre 66 - 73 |cm. El pes de l’ànec de Carolina oscil·la entre 454-862 grams. Això és aproximadament tres quartes parts de la longitud d'un ànec collverd adult. Comparteix el seu gènere amb l'asiàtic Ànec mandarí (Aix galericulata). 
El mascle adult presenta un distintiu plomatge irisat multicolor i uns ulls vermells, amb un distintiu flamar blanc al coll. La femella, menys acolorida, té un anell ocular blanc i la gola blanquinosa. Tots dos adults tenen el cap amb cresta.
El crit del mascle és un xiulet creixent, jeeeeee; les femelles pronuncien un xiscle creixent, do weep do weep, quan s'excita, i un cr-r-ek, cr-e-ek agut quan fa un crit d'alarma.